# Élections au Pakistan
Au niveau national, le Pakistan possède un système bicamérisme de type système de Westminster, le Parlement du Pakistan, qui se compose de deux chambres, l'Assemblée nationale élue pour la plus grande part au suffrage universel direct uninominal majoritaire à un tour et le Sénat dont les membres sont choisis par les membres des assemblées provinciales.
Le Premier ministre est élu par l'Assemblée nationale. Le président est élu par le collège électoral, qui se compose des deux chambres du Parlement ainsi que des assemblées provinciales. Outre le Parlement national et les assemblées provinciales, le Pakistan a également plus de cinq mille élus locaux. Les élections au Pakistan sont organisées sous la supervision de la Commission électorale du Pakistan. Le pays offre un système multi-partis et a connu de nombreuses alternances. Souvent, aucun parti ne détient la majorité : celui arrivé en tête doit alors former des alliances pendant ou après les élections, en formant des gouvernements de coalition par des négociations entre partis.
L’Assemblée nationale se compose de 342 sièges, dont 60 sont réservés aux femmes et 10 sièges aux non-musulmans. Le Sénat se compose de 104 membres dont 17 sièges réservés aux femmes et 17 sièges réservés aux technocrates et oulémas. Les membres de l'Assemblée nationale sont élus pour une durée de 5 ans, alors que les membres du Sénat sont élus pour un mandat de 6 ans avec des élections échelonnées tous les 3 ans.

## Commission électorale
La commission électorale permanente est chargée d'organiser, de diriger les élections, de prendre les dispositions nécessaires pour assurer qu'elles se déroulent honnêtement, justement, équitablement, conformément à la loi et de prendre des mesures pour lutter contre la corruption. La commission est responsable du processus électoral pour les élections des deux assemblées parlementaires nationales, des assemblées provinciales et les emplois publics que cela soit spécifié ou non par la loi.
La commission est mise en place par le président de la République, elle est constituée d'un commissaire en chef des élections et de quatre membres tous juges des Hautes Cours, nommés par le président après consultation du juge en chef de la Haute Cour concernée et du commissaire en chef des élections.

## Élections des assemblées nationale et provinciales

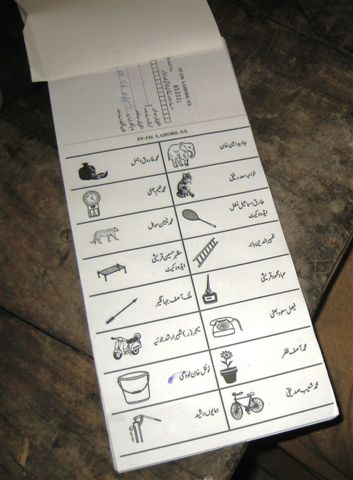
Exemple de bulletin de vote utilisé lors des élections législatives de 2008.

Les membres de l'Assemblée nationale et des assemblées provinciales sont, principalement, élus par vote direct dans une circonscription au suffrage universel direct uninominal majoritaire à un tour à bulletin secret. Le candidat qui obtient le plus grand nombre de votes dans une circonscription, est déclaré élu comme membre de l'Assemblée nationale ou provinciale.
À l'Assemblée nationale, les candidats sont élus au suffrage universel direct uninominal majoritaire à un tour, c'est-à-dire que chaque électeur vote dans sa circonscription pour un candidat et celui arrivant en tête à l'issue d'un unique tour est élu, même avec une majorité relative de voix. Les membres élus doivent ensuite procéder à l'élection des « sièges réservés ». Les 272 membres élus directement élisent 60 sièges réservés à des femmes et 10 sièges réservés à des minorités religieuses, pour un total de 342 sièges. Ces 70 sièges réservés sont répartis à la proportionnelle entre tous les partis ayant remporté un minimum de 5 % des voix au scrutin direct, mais répartis en proportion du nombre de sièges déjà obtenus et non en proportion des voix.

### Processus électoral

Circonscriptions électorales, par provinces.

#### Électeurs
Une personne a le droit de voter si :
- il est un citoyen du Pakistan,
- il n'a pas moins de 18 ans,
- il est inscrit sur la liste électorale,
- il n'est pas déclaré « faible d'esprit » par un tribunal compétent[co. 1].

#### Éligibilité
Pour être éligible il faut :
1. être inscrit sur une liste électorale, pour les femmes il faut qu'elles soient inscrites sur liste de la province correspondant au siège
2. avoir au moins 25 ans
3. être intègre et respecter les préceptes de l'islam
4. avoir une connaissance suffisante des enseignements islamiques et des pratiques des devoirs obligatoires prescrites par l'Islam ainsi, que s'abstient de grands péchés
5. être sage, juste et non débauché, honnête et Ameen, qu'il n'ai fait l'objet d'aucun jugement par un tribunal
6. n'avoir pas, après la création du Pakistan, travaillé contre l'intégrité du pays ou s'être opposé à l'idéologie du Pakistan.

Les déchéances prévues aux paragraphes (3) et (4) ne s'appliquent pas aux non-musulmans, mais dans ce cas doit avoir une bonne réputation morale.
La constitution autorise à être candidat à plusieurs sièges aux assemblées ou au Sénat, mais en cas d'élection à plusieurs sièges le candidat doit en choisir un seul et un nouveau scrutin est organisé dans les autres.

#### Rattachement des candidats indépendants
Après les élections générales, les candidats indépendants peuvent indiquer leur rattachement à un parti politique.

### Assemblées nationale
Entre 2002 et 2018, la répartition des sièges à l'Assemblée nationale est la suivante : 
| Province / zone                | Sièges généraux | Femmes | Non musulmans | Total |
| ------------------------------ | --------------- | ------ | ------------- | ----- |
| Baloutchistan                  | 14              | 3      | 10            | 17    |
| Khyber Pakhtunkhwa             | 35              | 8      | 10            | 43    |
| Pendjab                        | 148             | 35     | 10            | 183   |
| Sind                           | 61              | 14     | 10            | 75    |
| Régions tribales               | 12              | -      | 10            | 12    |
| Territoire fédéral d'Islamabad | 2               | -      | 10            | 2     |
| Total                          | 272             | 60     | 10            | 342   |

Les sièges à l'Assemblée nationale sont alloués à chaque province, régions tribales sous administration fédérale (FATA) et à la capitale fédérale, en fonction de la population conformément au dernier recensement officiel publié. Les 60 sièges réservés aux femmes et les 10 réservés aux non-musulmans, sont élus par un système de la représentation proportionnelle des partis politiques en fonction du score obtenu à l'Assemblée nationale. Des femmes et des non-musulmans peuvent toutefois se présenter aussi au vote direct.
| Type de sièges  | Généraux                                 | Femmes                          | Non musulmans                   |
| --------------- | ---------------------------------------- | ------------------------------- | ------------------------------- |
| Circonscription | Circonscriptions territoriales           | Province                        | Pakistan                        |
| Votants         | Électeurs inscrits                       | Partis élus aux sièges généraux | Partis élus aux sièges généraux |
| Mode de scrutin | Scrutin uninominal majoritaire à un tour | Proportionnel                   | Proportionnel                   |

### Assemblées provinciales
Le nombre de sièges aux assemblées provinciales sont les suivantes :
| Province           | Sièges généraux | Femmes | Non musluman | Total |
| ------------------ | --------------- | ------ | ------------ | ----- |
| Baloutchistan      | 51              | 11     | 3            | 65    |
| Khyber Pakhtunkhwa | 99              | 22     | 3            | 124   |
| Pendjab            | 297             | 66     | 8            | 371   |
| Sind               | 130             | 29     | 9            | 168   |

## Élection du Sénat
Le Sénat se compose de 104 membres. Chaque assemblée provinciale élit 23 sénateurs et l'Assemblée nationale élis huit sénateurs pour les régions tribales sous administration fédérale et quatre pour le territoire fédéral. Parmi les 104 sièges, 17 sont réservés aux femmes, 17 autres sont réservés aux technocrates et oulémas et quatre aux minorités religieuses.
Les conditions d'éligibilité sont les mêmes que celles pour les membres des assemblées sauf que la condition d'âge est portée à 30 ans.

## Élection du président
Le Président est élu par le collège électoral qui est composé des membres de l'Assemblée nationale, du Sénat et des assemblées provinciales. Le candidat doit être un musulman de plus de 45 ans éligible à l'Assemblée nationale. Le mandat est de cinq ans.

## Élection du Premier ministre
Le Premier ministre est investi par l'Assemblée nationale lors d'un vote pour lequel plusieurs candidats peuvent se présenter. Un candidat doit obtenir une majorité absolue au premier tour ou une majorité relative au second. L'Assemblée nationale peut démettre le Premier ministre par le vote d'une motion de censure. La résolution doit être soutenue par au moins 20 % des députés puis votée par une majorité absolue (172 voix).

## Élection des ministres en chef
Le ministre en chef (Chief minister) de chaque province est élu par l'assemblée provinciale pour un mandat de cinq ans. Il peut également faire l'objet d'un vote de censure.